# Mystery Train (libro)
Mystery Train: Images of America in Rock 'N' Roll Music es un libro escrito en 1975 por el periodista y crítico musical Greil Marcus. El libro relata algunas historias vividas por bandas y músicos de rock de los años sesenta como Bob Dylan, Elvis Presley, Creedence Clearwater Revival y Randy Newman.

## Recepción
Frank Rich, de The Village Voice, se refirió al libro de la siguiente manera: "el punto de referencia es tan vasto que el autor nunca pierde la conexión entra la música que ama y prácticamente todo lo relacionado al arte y la vida estadounidenses.” David Itzkoff y Alan Light declararon en el 2005 que Mystery Train es "tal vez el libro mejor escrito sobre música pop." El crítico Dwight Garner de The New York Times comentó en 2015 que "la mayoría de críticos y lectores piensan que Mystery Train es el mejor libro estadounidense sobre música en general y sobre el rock en particular."

## Lista de contenidos
- Nota del autor
- PRÓLOGO
- ANCESTROS

- HARMONICA FRANK
- ROBERT JOHNSON

- HEREDEROS

- THE BAND: Pilgrims' Progress

Crossing the Border / Stranger Blues / The Righteous Land / Even Stranger Blues / The Weight
- SLY STONE: The Myth of Staggerlee

Staggerlee / Sly Stone / Riot / Sly Versus Superfly / A Quiet Rebellion
- RANDY NEWMAN: Every Man Is Free

Pop / Newman's America, 1 / Newman's America, 2 / Newman's Failure
- ELVIS: Presliad

Fanfare / Hillbilly Music / Raised Up / The Rockabilly Moment / Elvis Moves Out / The Boy Who Stole The Blues / The Pink Cadillac / Elvis At Home / Mystery Train / Finale
- EPÍLOGO
- NOTAS Y DISCOGRAFÍAS